# Mexiko na Letních olympijských hrách 2000
Mexiko se účastnilo Letní olympiády 2000. Zastupovalo ho 78 sportovců (52 mužů a 26 žen) v 19 sportech.

## Medailisté
| Medaile | Jméno             | Sport         | Soutěž                   |
| ------- | ----------------- | ------------- | ------------------------ |
| Zlato   | Soraya Jiménezová | Vzpírání      | Ženy 58 kg               |
| Stříbro | Noé Hernández     | Atletika      | Muži chůze na 20 km      |
| Stříbro | Fernando Platas   | Skoky do vody | Muži prkno 3 m           |
| Bronz   | Joel Sánchez      | Atletika      | Muži chůze na 50 km      |
| Bronz   | Cristián Bejarano | Box           | Muži lehká váha do 60 kg |
| Bronz   | Víctor Estrada    | Taekwondo     | Muži 80 kg               |